# Alice O'Fredericks
 Der er for få eller ingen kildehenvisninger i denne artikel, hvilket er et problem. Du kan hjælpe ved at angive troværdige kilder til de påstande, som fremføres i artiklen.

Mitzi Otha Alice Frederiksen, kendt som Alice O'Fredericks (8. september 1900 i Göteborg – 18. februar 1968 i Hellerup), var en dansk-svensk filminstruktør.

## Karriere
Hun startede sin filmkarriere som statist i Benjamin Christensens Heksen i 1922. Samme år startede hun et filmselskab sammen med skuespilleren Johannes Meyer og fungerede også siden hen som assistent for den berømte filminstruktør Lau Lauritzen junior.
Alice O'Fredericks debuterede som instruktør i 1934 med Ud i den kolde sne i et samarbejde for filmselskabet Palladium og senere ASA filmstudierne. Hun var dermed Danmarks første kvindelige filminstruktør. Først i et samarbejde med Lau Lauritzen junior, senere som eneinstruktør fra 1943.
Hun vil dog nok mest blive husket for sine Morten Korch-film og Far til fire-film i 1950'erne. I begge tilfælde var det en meget stor succes med de meget folkelige historier fra det meste af landet.[kilde mangler] Filmatiseringen af De røde heste blev en af danmarkshistoriens største biografsucceser med omkring 2,3 millioner solgte billetter (tallet er et estimat, der eksisterer ingen officiel opgørelse).
Frederiksen er begravet på Hellerup Kirkegård.

## Udvalgt filmografi
- De røde heste (1950)
- Det gamle guld (1951)
- Far til fire (1953)
- Fløjtespilleren (1953)
- Far til fire i sneen (1954)
- Arvingen (1954)
- Far til fire på landet (1955)
- Far til fire i byen (1956)
- Flintesønnerne (1956)
- Far til fire og onkel Sofus (1957)
- Vagabonderne på Bakkegården (1958)
- Far til fire og ulveungerne (1958)
- Far til fire på Bornholm (1959)
- Kampen om Næsbygaard (1964)
- Næsbygaards arving (1965)
- Krybskytterne på Næsbygaard (1966)
- Brødrene paa Uglegaarden (hendes sidste film, 1967)